# Treat (zespół muzyczny)
Treat – szwedzki rockowy zespół muzyczny, założony w 1981 roku jako The Boys. Od 1982 funkcjonuje jako Treat.

## Historia
Zespół powstał w 1981 roku jako The Boys, a jego założycielami byli Robert Ernlund (wokal), Anders Wikström (gitara) i Leif Liljegren (gitara). Wcześniej, od 1977 roku, Ernlund był członkiem zespołu Sprängdeg, a Liljegren grał w Heavy Load. W 1982 roku zmieniono nazwę na The Treat. Latem 1983 roku do zespołu dołączyli perkusista Mats Dahlberg i basista Thomas Lind. Dzięki kontaktom Dahlberga z PolyGram zespół rozpoczął nagrywanie dem w studio tej wytwórni. Muzycznymi inspiracjami dla Treat były takie zespoły, jak Foreigner, Def Leppard, Boston, KISS, Whitesnake i Van Halen.
Na początku 1984 roku Linda zastąpił Kenneth Sivertsson, który wcześniej był członkiem Factory. W tym okresie zmieniono także nazwę zespołu na Treat. W maju tegoż roku został wydany pierwszy singel pt. „Too Wild”, który stał się popularny i o którym z uznaniem wypowiadał się Joey Tempest. Następnie Treat stanowił support przed W.A.S.P. podczas koncertu w Szwecji, a w październiku ukazał się drugi singel – „You Got Me”. W grudniu zespół nagrał pierwszy album, który początkowo miał otrzymać tytuł Inside Out, ale ostatecznie nazwano go Scratch and Bite. Album ten, inspirowany Pyromanią Def Leppard, ukazał się w 1985 roku, a takie piosenki jak „Get You On The Run” i „We Are One” stały się przebojami. Pod koniec roku Treat otrzymał nagrodę dla najlepszego szwedzkiego zespołu hardrockowego. W międzyczasie, latem, zespół opuścił Dahlberg, uważając, że Ernlundowi nie podoba się jego sposób gry. Jego miejsce zajął Leif Sundin.
Na nagranie nowego singla Treat zaprosił producenta Jeana Beauvoira. Efektem była piosenka „Ride Me High”, wydana w grudniu 1985 roku. Producentem nowego albumu pt. The Pleasure Principle był jednak Gregg Winter, który współtworzył także sześć piosenek z tego albumu. Album został nagrany w Polar Studios. Wydany latem 1986 roku, charakteryzował się dojrzalszym brzmieniem i większym wpływem instrumentów klawiszowych. Pewną popularnością cieszyły się takie utwory, jak „Rev It Up”, „Love Stroke”, „Eyes On Fire” oraz „Strike Without A Warning”. Cover pierwszej z tych piosenek, w wykonaniu NewCity Rockers, dostał się na listę Hot 100.
W sierpniu 1986 Sundina zastąpił Jamie Borger. Następnie z przyczyn finansowych zespół zdecydował się nagrać nowy materiał w Holandii. Dokonano tego w Wisseloord Studios w Hilversum, a producentem albumu został Albert Boekholt. W 1987 roku ukazał się album Dreamhunter. Po jego wydaniu zespół, pomny na sukces Europe, stał na stanowisku, że nie odniósł odpowiedniej popularności. W efekcie zmieniono kierownictwo, zatrudniając Uwe Blocka, który sprowadził Treat do Frankfurtu nad Menem. W styczniu 1988 roku wydano Dreamhunter w RFN, ponadto zespół w sierpniu udzielił koncertu w ramach festiwalu Monsters of Rock. Pozostałe plany, obejmujące wydanie albumu w Stanach Zjednoczonych oraz intensywną europejską trasę koncertową, nie znalazły odzwierciedlenia w rzeczywistości. W grudniu zwolniono Liljegrena, a w lutym 1989 rozczarowany brakiem sukcesów zespół opuścił Kenneth Sivertsson.
W obliczu tego pozostała część zespołu wróciła do Szwecji. Zatrudniono Joakima Larssona jako nowego basistę, a Liljegrena zastąpiono klawiszowcem zamiast gitarzystą – Patrickiem Appelgrenem, bratem Mikaela. Następnie zespół wrócił do RFN, nagrywając w Hotline Studio materiał na album Organized Crime. Związane z promocją zespołu obietnice Blocka ponownie nie spełniły się, co spowodowało odejście w 1990 roku Ernlunda. Dzięki rekomendacji Jamiego Borgera nowym wokalistą został Mats Levén. Pochodząca z nowego albumu piosenka „We're Wild, Young And Free” stała się przebojem w Szwecji. W 1992 roku nagrano album Treat. 26 marca 1993 roku postanowiono o rozwiązaniu zespołu.
W 2006 roku została wydana kompilacja zespołu pt. Weapons of Choice. Z tej okazji grupa została zaproszona na czerwcowy Sweden Rock Festival, który okazał się sukcesem. Następnie podjęto prace nad nowym albumem. Nagrań dokonano w Sztokholmie w 2009 roku, a Treat był także odpowiedzialny za produkcję. Album ten, zatytułowany Coup de Grace, został wydany w 2010 roku. W latach 2016–2018 zespół wydał trzy kolejne albumy studyjne.

## Skład zespołu

### Obecny
- Anders Wikström – gitara (1982–1993, od 2006)
- Robert Ernlund – wokal (1982–1990, od 2006)
- Jamie Borger – perkusja (1986–1993, od 2006)
- Patrick Appelgren – instrumenty klawiszowe (1989–1993, od 2006), gitara (od 2006)
- Nalle Påhlsson – gitara basowa (2006–2012, od 2019)

### Dawni członkowie
- Leif Liljegren – gitara (1982–1988)
- Mats Dahlberg – perkusja (1983–1985)
- Thomas Lind – gitara basowa (1982–1983)
- Kenneth Sivertsson – gitara basowa (1984–1989)
- Leif Sundin – perkusja (1985–1986)
- Joakim Larsson – gitara basowa (1989–1993)
- Mats Levén – wokal (1990–1993)
- Fredrik Thomander – gitara basowa (2012–2016)
- Pontus Egberg – gitara basowa (2016–2019)

## Dyskografia
- Scratch and Bite (1985)
- The Pleasure Principle (1986)
- Dreamhunter (1987)
- Organized Crime (1989)
- Treat (kompilacja, 1989)
- Treat (1992)
- Weapons of Choice (kompilacja, 2006)
- Coup de Grace (2010)
- Ghost of Graceland (2016)
- Tunguska (2018)